# Гонгорст (Нідерланди)
Гонгорст (нід. Hoonhorst) — село в нідерландській провінції Оверейсел. Входить до муніципалітету Далфсен.
Його площа становить 0,79 км², а населення станом на 2021 рік складало 720 осіб.
Перша згадка про населений пункт датується 1283 роком.

## Галерея

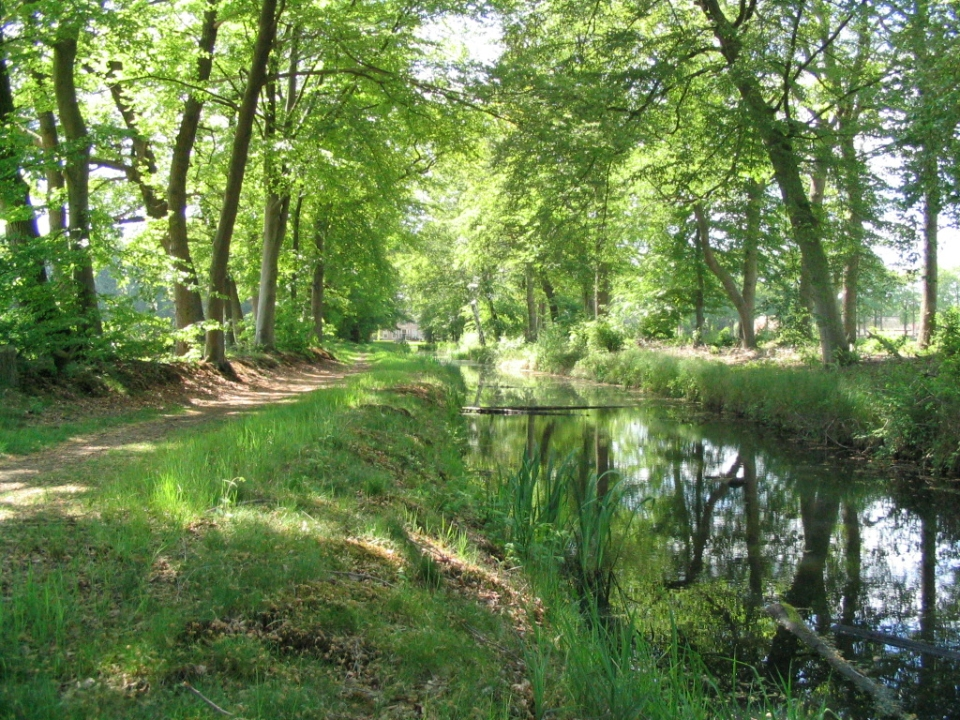
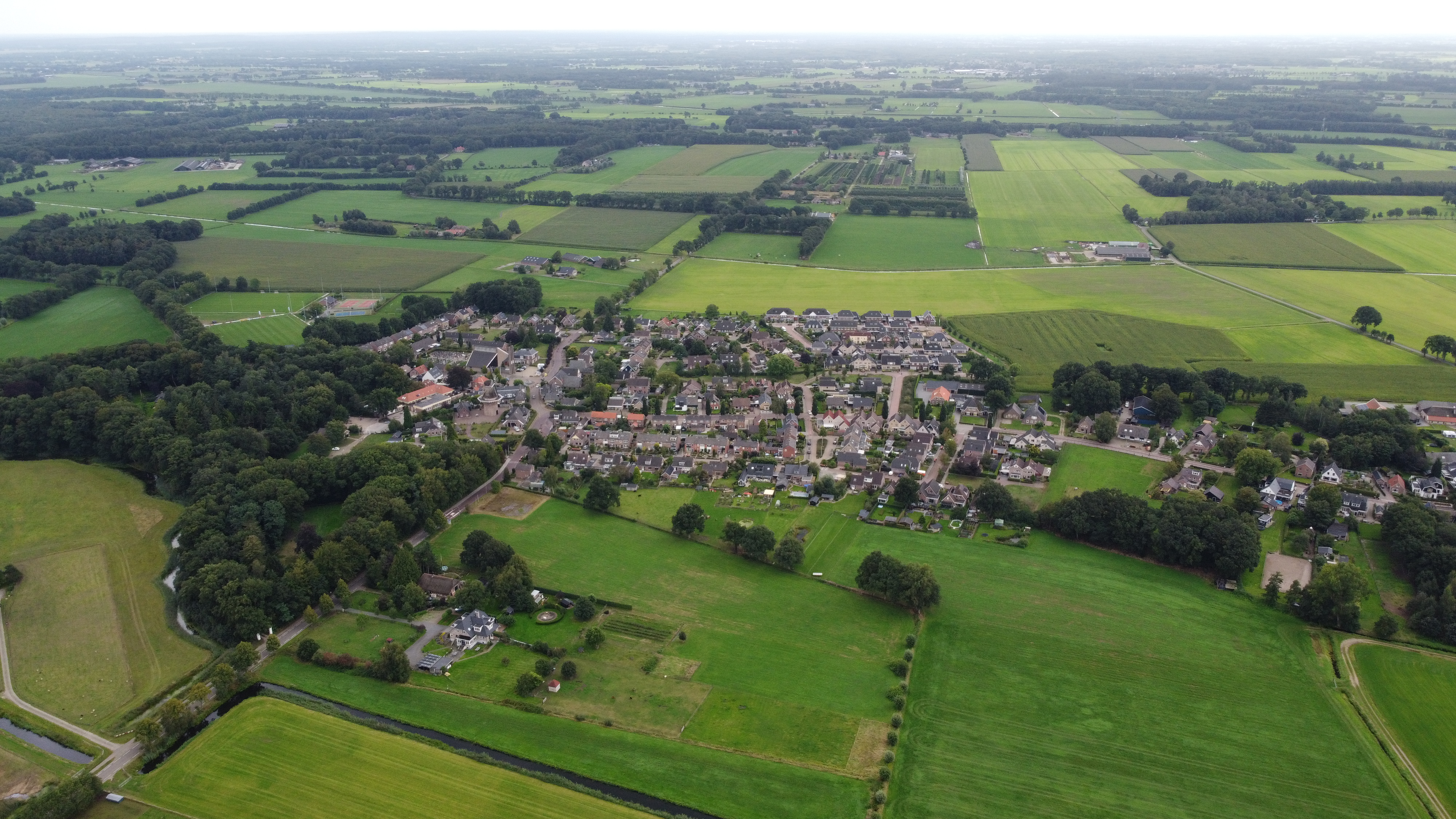
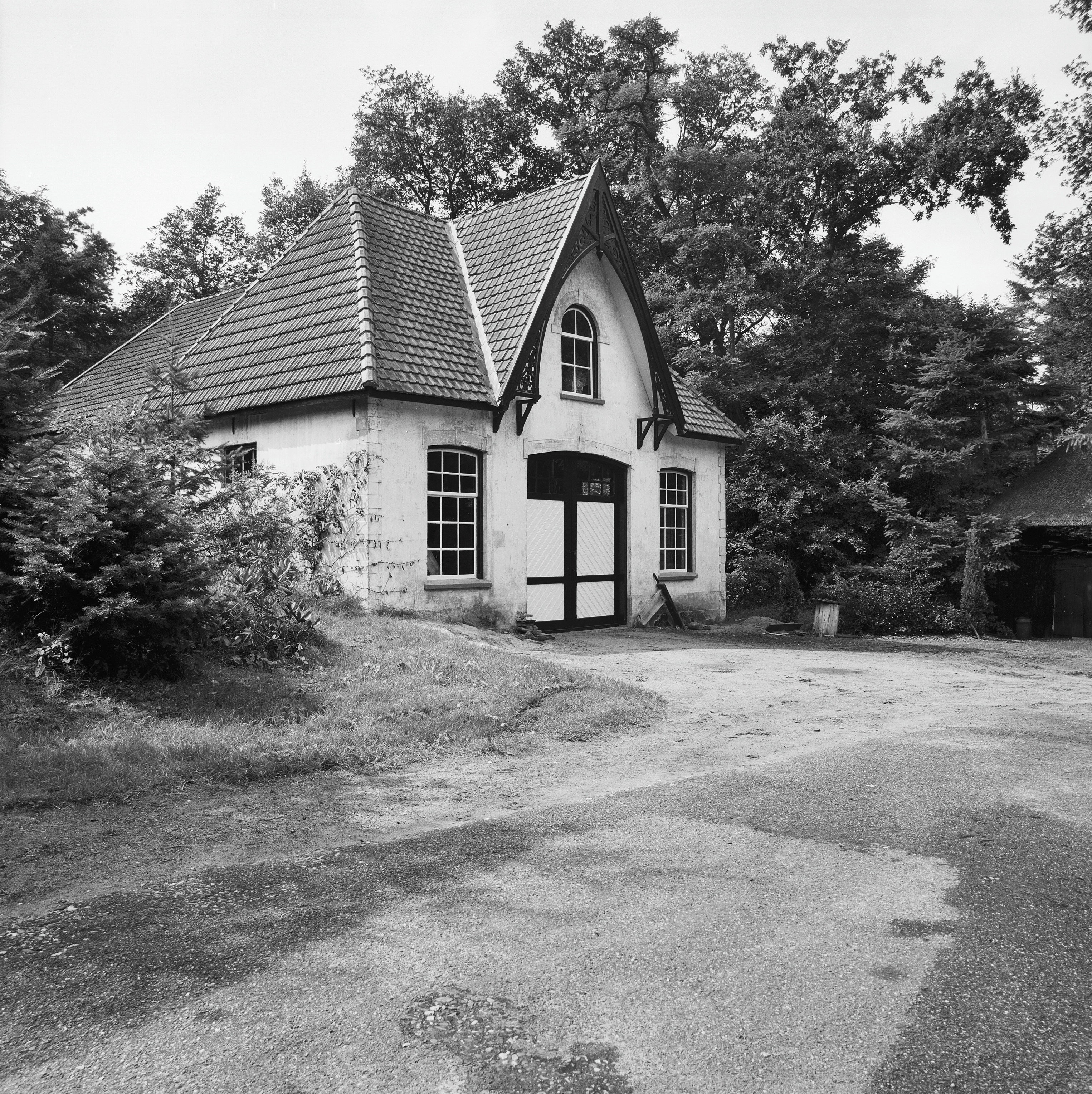